# Deus Ex Machina (Остаться в живых)
«Deus Ex Machina» — девятнадцатая серия первого сезона американского телесериала «Остаться в живых». Центральным персонажем серии является Джон Локк. Он вспоминает, как его обманул отец.

## Сюжет

### Воспоминания
Примерно за 10 лет до катастрофы Локк работал продавцом в универмаге. Продемонстрировав мальчику, как работает его любимая игра-ловушка, Локк заметил, что за ним наблюдает незнакомая пожилая женщина. Когда он обратился к ней, незнакомка спросила, где можно купить футбольные мячи. Когда позднее в тот же день они столкнулись на автостоянке, женщина призналась, что она, Эмили Аннабет Локк, его настоящая мать. На вопрос Джона о втором родителе, она ответила, что Локк был зачат непорочно, и поэтому у него нет отца.
Чтобы собрать информацию о родителях, Локк нанял частного детектива. Он узнал, что мать после родов отдала его на усыновление, и несколько раз лежала в психиатрических клиниках. Также он узнал имя отца — Энтони Купера — и его адрес.
Купер радушно принял Локка. Между ними установились благожелательные отношения, вместе они ходили охотиться. Однажды Локк застал отца во время процедуры гемодиализа и узнал, что ему необходима трансплантация почки. Купер не просил сына стать его донором, но, поняв, что у отца нет шансов дождаться очереди на трансплантацию, Локк добровольно решил помочь ему. После операции он очнулся в палате и увидел, что отцовская постель пуста. Локк испугался, что Купер умер, но сиделка ответила, что он уехал поправляться домой. Затем пришла Эмили и рассказала о том, что все это — их встреча, ложь о непорочном зачатии и прочее — было спланировано Купером ради того, чтобы сын разыскал его и отдал свою почку. Не поверив, что отец цинично использовал его, Локк немедленно поехал к нему, но Купер запретил охране пускать его на порог.

### События
Чтобы пробить окно в люке, Локк и Бун соорудили требушет, однако и с его помощью у них ничего не вышло. Бун обратил внимание на то, что один из обломков требушета попал Локку в ногу, но тот не почувствовал боли. Ночью у костра Локк пробовал колоть свои ноги булавкой и даже раскалённой головёшкой, но ничего не почувствовал. Так, впервые после катастрофы Локк начал терять чувствительность в ногах. Той же ночью Локку приснился сон, в котором он говорил Буну, что остров вот-вот пошлет им знак, и увидел, как небо пересекает в падении самолёт.
Далее Локку пригрезилась его мать, указывающая вверх, он сам в инвалидном кресле и Бун. Юноша был весь в крови, он смотрел вверх и повторял фразу «Тереза идет по лестнице, Тереза падает вниз». Проснувшись, он пересказал Буну часть сна, а когда тот воспринял его с недоверием, спросил, кто такая Тереза.
Юноша спросил Локка, откуда он узнал про Терезу, но не объяснил, кто она, зато согласился с Локком идти искать самолёт.
На полпути Бун и Локк нашли истлевшее тело в сутане священника с крестом на шее. В кармане у трупа оказалась пачка нигерийских банкнот и пистолет.
Затем у Локка отказали ноги. Упав на землю, он отказался возвращаться в лагерь, но рассказал Буну о том, что в «прошлой жизни» был парализован. В ответ на откровенность юноша изложил Локку историю Терезы. Оказалось, что так звали няню Буна, которая фактически по его вине упала с лестницы и сломала шею. В конце истории Локк начал смеяться, указывая пальцем куда-то за спину Буна. Обернувшись, тот увидел самолёт бичкрафт из сна Локка, застрявший в кроне дерева. Так как Локк не мог идти, Буну пришлось лезть в кабину самолёта одному.
Тем временем в лагере Сойера мучила головная боль. Травы Сун не снимали её, и тогда Кейт настояла, чтобы Сойер обратился за помощью к Джеку. Доктор воспользовался моментом, чтобы подшутить над Сойером. Проверяя его зрение в присутствии Кейт, он, помимо обычных медицинских вопросов, расспросил Сойера о его сексуальном прошлом, заставив признаться в связях с проститутками и в том, что у него были венерические заболевания. В конце концов, Джек успокоил Сойера, сказав, что у него развивается дальнозоркость, а головные боли — следствие чтения без очков. Сойер перемерил много пар очков, и, в конце концов, Саид сделал ему очки с подходящими диоптриями из двух разных пар — белой и чёрной. Хёрли отметил, что в них Сойер похож на Гарри Поттера.
Тем временем Бун внутри самолёта нашёл второй труп и партию героина, спрятанного в глиняных статуэтках Девы Марии. Увидев неповрежденную рацию, Бун попытался установить связь и даже услышал ответное сообщение, но в этот момент самолёт упал с дерева, воткнулся носом в землю и перевернулся.
Локк, к которому вернулась способность ходить, вытащил искалеченного, но не умершего Буна и отнес его в лагерь, сказав Джеку, что юноша упал со скалы. Прежде чем Джек успел расспросить его подробнее, что произошло, Локк скрылся в лесу и вернулся к люку. Склонившись над окошком и осознавая свою беспомощность, он начал кричать и просить остров ниспослать знак. В этот момент в люке вспыхнул свет.

## Роли второго плана
- Свуси Кёрц — Эмили Локк
- Кевин Тай — Энтони Купер